# Reginaldo Giuliani (sommergibile)
Il Reginaldo Giuliani è stato un sommergibile della Regia Marina.

## Storia
Effettuò la prima, e infruttuosa, missione di guerra in Mediterraneo (al comando del tenente di vascello Bruno Zelik) dal 10 al 21 giugno 1940, a sud di Gaudo; il 12 giugno avvistò una nave scorta nemica e dovette immergersi ed allontanarsi.
Il 15 luglio fu inviato a nordest di Derna, restandovi in agguato sino al 24 del mese; mentre, il 27, stava facendo ritorno alla base, individuò un sommergibile che navigava in superficie a meridione di Capo Spartivento, ma non lo attaccò pensando che potesse essere il gemello Bagnolini. Il 29 arrivò in porto.
Se ne dispose poi l'invio in Atlantico: dopo un periodo di lavori a Taranto, partì da Trapani il 29 agosto 1940, al comando del capitano di corvetta Renato d'Elia; passato lo stretto di Gibilterra, rimase nella sua zona d'agguato (a ovest di Madera) dal 14 al 30 settembre – attaccando un mercantile col cannone, che però si guastò permettendo alla nave di scappare – e  raggiunse poi Bordeaux, sede della base italiana di Betasom, il 5 ottobre.
L'11 ottobre partì per la sua seconda missione atlantica e raggiunse la sua zona d'operazioni (a ovest dell'Irlanda) il 24, dovendo però intraprendere la rotta di rientro dopo soli cinque giorni a causa di guasti; raggiunse Bordeaux il 6 dicembre.
Dopo alcune modifiche (riduzione della torretta e degli involucri dei periscopi e altro) per renderlo più adatto alla guerra in Atlantico, fu scelto per essere destinato (al comando del capitano di corvetta Adalberto Giovannini, anche se per la navigazione di trasferimento il comandante fu il parigrado Vittore Raccanelli) alla neocostituita scuola tattica di Marigammasom, a Gdynia, dove giunse il 6 aprile 1941 (era partito il 16 marzo) ed iniziò a svolgere attività di addestramento dal 20 del mese effettuando otto cicli addestrativi (con una pausa da giugno a settembre 1941 per lavori di manutenzione) che riguardarono in totale 7 comandanti, 12 ufficiali e 48 vedette, passando in mare complessivamente 84 giorni per un totale di 8902 miglia di navigazione; il 20 dicembre 1941 l'attività ebbe termine perché il Mar Baltico aveva iniziato a ghiacciare.
Si pensava di ricominciare con la primavera del 1942, ma in marzo – prima della ripresa dell'attività – si decise di chiudere Marigammasom e far tornare il Giuliani a Bordeaux, perché occorrevano tutti i sommergibili disponibili.
Il 23 maggio 1942 fece ritorno a Bordeaux (era salpato da Gdynia il 21 aprile) e il 24 giugno partì al comando del capitano di fregata Giovanni Bruno per una nuova missione atlantica, da svolgersi a sud delle Bahamas. Il 24 luglio si rifornì di 50 tonnellate di carburante dal sommergibile Finzi e il 30 raggiunse una nuova zona d'agguato, a sud delle Isole di Capo Verde, dove iniziò a cogliere alcuni successi: il 10 agosto silurò la motonave inglese Medon (5445 tsl) affondandola, cinque giorni più tardi colò a picco il piroscafo statunitense California (5441 tsl) e l'indomani ebbe uguale sorte il britannico Sylvia de Larrinaga (5218 tsl).
Il 16 agosto il Giuliani si avviò sulla rotta di rientro, ma il 1º settembre fu attaccato in rapida successione da tre idrovolanti Short Sunderland, che lo danneggiarono seriamente; morirono cinque uomini (i sergenti Giovanni De Santis ed Enzo Grimaudo ed il sottocapo Cesario Verardo uccisi nell'attacco, il capo di seconda classe Andrea Assali ed il marinaio Francesco Perali scagliati in mare dagli scoppi e annegati) mentre altri quattro uomini rimasero gravemente feriti (fra di essi anche il comandante Bruno che, ferito alla gola, dovette cedere il comando al secondo).
Il giorno seguente il sommergibile fu oggetto di altri tre attacchi aerei: poté evitare i primi due immergendosi, ma nel terzo – ad opera di un Wellington cecoslovacco – fu danneggiato da tre bombe (su sei lanciate) e mitragliato, con danni estremamente gravi: casse e doppifondi di sinistra parzialmente distrutti, cannone, girobussola, tubature compenso nafta e impianti radio ed elettrico inutilizzabili; il Giuliani rimase alla deriva per due ore prima di poter rimettere in moto.
Nel mattino del 3 settembre il sommergibile raggiunse a fatica il porto spagnolo di Santander; dopo alcune riparazioni provvisorie sarebbe potuto ripartire il giorno seguente, ma le autorità spagnole, per non porsi in cattiva luce nei confronti degli Alleati (infatti già altri sommergibili italiani, dopo aver effettuato riparazioni d'emergenza in porti spagnoli, erano fuggiti spesso con la compiacenza delle autorità locali) lo proibirono perché erano trascorse le ventiquattro ore previste perché una nave di una nazione belligerante potesse sostare in un porto neutrale.
Si decise quindi di fare le grandi riparazioni a Santander e il Giuliani fu immesso in bacino di carenaggio il 12 settembre, rimanendovi per poco meno di due mesi, dopo di che il sommergibile si ormeggiò in porto vigilato da due cacciatorpediniere. I comandanti delle unità spagnole, però, diedero ad intendere che verso l'8 novembre i due cacciatorpediniere se ne sarebbero andati e quel giorno l'equipaggio, tornato a bordo per ricevere delle pesetas da usare a terra, rimase a bordo; il Giuliani lasciò il porto e il mattino seguente raggiunse Bordeaux.
Se ne decise poi la conversione a sommergibile di trasporto per missioni verso l'Estremo Oriente: dopo profonde modifiche fu pronto a fine aprile 1943.
Dovette rientrare subito dopo la prima partenza ma il 23 maggio poté partire con 130 tonnellate di materiali di vario tipo; il 28 luglio 1943 raggiunse Sabang, nell'Indonesia occupata dai giapponesi (fu il primo sommergibile italiano a raggiungere i possedimenti nipponici) dove fu sorpreso dall'armistizio: catturato dai giapponesi, passò poi alla Kriegsmarine ove fu incorporato come U. IT. 23.
Fino ad allora il Giuliani aveva svolto 2 missioni offensivo/esplorative in Mediterraneo, 3 offensive in Atlantico, 4 tra addestrative (senza contare quelle per la scuola di Gotenhafen) e di trasferimento, una di trasporto materiali, percorrendo 37.526 miglia in superficie e 2826 in immersione.
Armato con un equipaggio misto italo-tedesco, nel febbraio 1944 salpò per Penang ove avrebbe ultimato carico di materie prime e da dove sarebbe poi proseguito per la Francia, ma il 12 del mese fu silurato dal sommergibile britannico HMS Tally-Ho e affondò in posizione 4°27' N e 100°11' E (nello stretto di Malacca) con 39 uomini (34 tedeschi e 5 italiani) mentre 14 (fra cui due italiani) riuscirono a salvarsi.

## Nome
Il battello era dedicato alla memoria di padre Reginaldo Giuliani, religioso militare che durante la prima guerra mondiale aveva combattuto in trincea con gli Arditi della IIIa Armata, di cui fu cappellano militare e che per il suo comportamento era stato insignito di due medaglie di bronzo e una d'argento.
Successivamente partecipò all'Impresa di Fiume con Gabriele D'Annunzio insieme agli squadristi cattolici (Fiamme Bianche), alla Marcia su Roma e alla Guerra d'Etiopia, trovando la morte nella battaglia di Passo Uarieu, mentre soccorreva compagni morenti, ricevendo per ciò la medaglia d'oro al valor militare.
Alla sua vita, nel 1942, fu liberamente tratto il film di Roberto Rossellini L'uomo dalla croce.
Padre Giuliani viene citato anche nel Il canto dei legionari: «Sui morti che lasciammo a Passo Uarieu la croce di Giuliani sfolgorò».